# 杨贤江

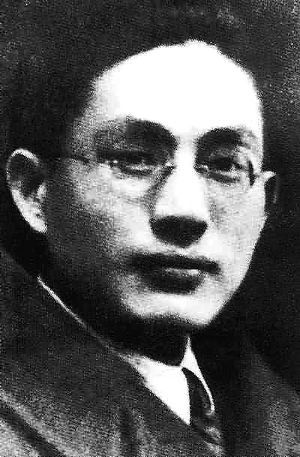

杨贤江（1895年4月11日—1931年8月7日），字英甫，笔名李浩吾、李膺扬、柳岛生等，男，浙江余姚（今慈溪市）人，中国马克思主义理论家、教育家、活动家，中国共产党早期党员。

## 生平
杨贤江1917年毕业于浙江省立第一师范学校。毕业后任职于南京高等师范学校。在商务印书馆函授学校英文科学习英语，并自学日语。并开始从事国外文献翻译工作。1920年9月，任广东肇庆高要县国民师范补习所教务主任。1921年，出任商务印书馆《学生杂志》主编。与青年学生广泛接触，解答各方学习疑问。
1922年5月，加入中国共产党。1924年1月，任中共上海地方兼区执行委员会候补执行委员。不久，递补为正式委员。先后在上海大学、上海大学附中、上海景贤女子中学、浙江上虞春晖中学任教。曾参与五卅运动和上海三次工人武装起义的组织工作。
中国国民党清党后，移居日本，同时从事革命活动及翻译研究工作。1929年回国。1931年7月，患肾结核，去日本治疗。
1931年8月7日，杨贤江病逝，年36岁。

## 著作
杨贤江一生虽短暂，但颇多产，翻译撰写的著作有十多部。他是中国最早的马克思主义教育理论家和青年教育家，撰有第一部运用历史唯物主义分析世界教育历史的著作《教育史ABC》，第一部运用马克思主义论述教育原理的专著《新教育大纲》，并翻译了《家庭、私有制和国家的起源》，后人编有《杨贤江全集》。

## 逸事
1917年毕业于浙江省立第一师范学校，老师李叔同赠“神聪”二字鼓励。

## 故居
浙江慈溪市有杨贤江故居。